# Propiac
Propiac – miejscowość i gmina we Francji, w regionie Owernia-Rodan-Alpy, w departamencie Drôme.
Według danych na rok 1999 gminę zamieszkiwało 78 osób, a gęstość zaludnienia wynosiła 6 osób/km² (wśród 2880 gmin regionu Rodan-Alpy Propiac plasuje się na 1558. miejscu pod względem liczby ludności, natomiast pod względem powierzchni na miejscu 979.).